# Natuurreservaat Stor-Räbben
Natuurreservaat Stor-Räbben is een Zweeds natuurreservaat in het noorden van de Botnische Golf. Het natuurreservaat bestaat voor het overgrote deel uit zee; slechts een aantal eilanden vormen het landgedeelte van 2,31 km² van het reservaat. De grauwe gans en de eidereend komen veel voor in het gebied. Het in 1969 ingestelde en in 1997 uitgebreide reservaat is voornamelijk van belang voor de vogeltrek. Het is daarom verboden de eilanden tussen 1 mei en 31 juli dichter dan 200 meter te benaderen.
Eilanden in het reservaat:
- Stor-Räbben;
- Lill-Räbben;
- Ol-Svensakallen;
- Bondökallarna.